# Colón
Colón (čita se Kolon) je naselje od 78.000 stanovnika (2010.) koje se nalazi u središnjoj Panami, a ima izlaz na Karipsko more te je ključna točka za promet jer se nalazi odmah na ulazu u Panamski kanal. Colón je 6. grad po veličini u Panami te se nalazi u istoimenoj provinciji, Colón.

### Klima i podneblje
Kako je sam grad od ekvatora udaljen svega 1.000 kilometara, temperature su relativno iste cijele godine. Prosječna temperatura u siječnju iznosi 27°C, a najviša je u travnju s 29°C. Ovakve temperature su i očekivane jer se cijela država nalazi u žarkom pojasu, području s normalnim temperaturama višim od 25°C te ljetom kao stalnim godišnjim dobom. Nerijetko grad strada u orkanima koji nastaju u samom Karipskom moru, na koje grad ima izlaz.